# Khairang (Makwanpur)
Khairang (nepalski: खैराङ) – gaun wikas samiti w środkowej części Nepalu w strefie Narajani w dystrykcie Makwanpur. Według nepalskiego spisu powszechnego z 2001 roku liczył on 530 gospodarstw domowych i 3036 mieszkańców (1452 kobiet i 1584 mężczyzn).